# Kvalspelet till världsmästerskapet i fotboll 1974 (Conmebol)
Kvalspelet till världsmästerskapet i fotboll 1974 (CONMEBOL) är de kvalomgångar som avgör vilka två eller tre sydamerikanska landslag som lyckas kvala in till VM 1974 i Västtyskland. Kvalserien bestod av totalt nio lag från Sydamerikanska fotbollsfederationen, och spelades under perioden 29 april-7 oktober 1973. Brasilien var direktkvalificerad till världsmästerskapet då de var regerande världsmästare (segrare av VM 1970).
Lagen delades in i tre grupper. Segraren ur grupp 1 och grupp 2 blev kvalificerade till VM 1974: Uruguay och Argentina. Segraren ur grupp 3 (Chile) fick spela ett interkontinentalt kvalspel mot gruppsegraren av grupp 9 vid det europeiska kvalspelet. Man fick då möta Sovjetunionen vid ett tillfällen i Moskva den 26 september 1973. Matchen slutade mållöst. Returmötet skulle spelas i Santiago de Chile, men Sovjetunionen vägrade att spela i den chilenska nationalarenan efter militärkuppen i Chile 1973. Chile vann matchen på walk over, och blev därmed kvalificerade till spel i VM 1974.

## Resultat

### Grupp 1
| Nr | Lag      | S | V | O | F | GM | IM | MS | P |
| -- | -------- | - | - | - | - | -- | -- | -- | - |
| 1  | Uruguay  | 4 | 2 | 1 | 1 | 6  | 2  | +4 | 5 |
| 2  | Colombia | 4 | 1 | 3 | 0 | 3  | 2  | +1 | 5 |
| 3  | Ecuador  | 4 | 0 | 2 | 2 | 3  | 8  | −5 | 2 |

|  | 21 juni 1973 | Colombia  | 1 – 1   | Ecuador   | Estadio Nemesio Camacho                                    |                                                            |
|  |              | Ortiz 44′ | (1 – 0) | Muñoz 72′ | Bogotá Publik: 43 497 Domare: César Orozco Guerrero (Peru) | Bogotá Publik: 43 497 Domare: César Orozco Guerrero (Peru) |
|  |              |           |         |           | Bogotá Publik: 43 497 Domare: César Orozco Guerrero (Peru) | Bogotá Publik: 43 497 Domare: César Orozco Guerrero (Peru) |
|  |              |           |         |           | Bogotá Publik: 43 497 Domare: César Orozco Guerrero (Peru) | Bogotá Publik: 43 497 Domare: César Orozco Guerrero (Peru) |

|  | 24 juni 1973 | Colombia | 0 – 0 | Uruguay | Estadio Nemesio Camacho                                      |  |
|  |              |          |       |         | Bogotá Publik: 30 000 Domare: Roberto Goicoechea (Argentina) |  |
|  |              |          |       |         |                                                              |  |
|  |              |          |       |         |                                                              |  |

|  | 28 juni 1973 | Ecuador   | 1 – 1   | Colombia  | Estadio Modelo                                              |                                                             |
|  |              | Muñoz 29′ | (1 – 0) | Ortiz 50′ | Guayaquil Publik: 46 979 Domare: Luis Pestarino (Argentina) | Guayaquil Publik: 46 979 Domare: Luis Pestarino (Argentina) |
|  |              |           |         |           | Guayaquil Publik: 46 979 Domare: Luis Pestarino (Argentina) | Guayaquil Publik: 46 979 Domare: Luis Pestarino (Argentina) |
|  |              |           |         |           | Guayaquil Publik: 46 979 Domare: Luis Pestarino (Argentina) | Guayaquil Publik: 46 979 Domare: Luis Pestarino (Argentina) |

|  | 1 juli 1973 | Ecuador       | 1 – 2   | Uruguay                  | Estadio Olímpico Atahualpa                                    |                                                               |
|  |             | Estupiñán 35′ | (1 – 1) | Espárrago 41′ Morena 74′ | Quito Publik: 43 075 Domare: Romualdo Arppi Filho (Brasilien) | Quito Publik: 43 075 Domare: Romualdo Arppi Filho (Brasilien) |
|  |             |               |         |                          | Quito Publik: 43 075 Domare: Romualdo Arppi Filho (Brasilien) | Quito Publik: 43 075 Domare: Romualdo Arppi Filho (Brasilien) |
|  |             |               |         |                          | Quito Publik: 43 075 Domare: Romualdo Arppi Filho (Brasilien) | Quito Publik: 43 075 Domare: Romualdo Arppi Filho (Brasilien) |

|  | 5 juli 1973 | Uruguay | 0 – 1   | Colombia  | Estadio Centenario                                                  |                                                                     |
|  |             |         | (0 – 0) | Ortiz 71′ | Montevideo Publik: 54 917 Domare: Alberto Martínez González (Chile) | Montevideo Publik: 54 917 Domare: Alberto Martínez González (Chile) |
|  |             |         |         |           | Montevideo Publik: 54 917 Domare: Alberto Martínez González (Chile) | Montevideo Publik: 54 917 Domare: Alberto Martínez González (Chile) |
|  |             |         |         |           | Montevideo Publik: 54 917 Domare: Alberto Martínez González (Chile) | Montevideo Publik: 54 917 Domare: Alberto Martínez González (Chile) |

|  | 8 juli 1973 | Uruguay                              | 4 – 0   | Ecuador | Estadio Centenario                                             |                                                                |
|  |             | Morena 4′, 27′ Cubilla 30′ Milar 62′ | (3 – 0) |         | Montevideo Publik: 33 033 Domare: José Romei Cañete (Paraguay) | Montevideo Publik: 33 033 Domare: José Romei Cañete (Paraguay) |
|  |             |                                      |         |         | Montevideo Publik: 33 033 Domare: José Romei Cañete (Paraguay) | Montevideo Publik: 33 033 Domare: José Romei Cañete (Paraguay) |
|  |             |                                      |         |         | Montevideo Publik: 33 033 Domare: José Romei Cañete (Paraguay) | Montevideo Publik: 33 033 Domare: José Romei Cañete (Paraguay) |

### Grupp 2
| Nr | Lag       | S | V | O | F | GM | IM | MS  | P |
| -- | --------- | - | - | - | - | -- | -- | --- | - |
| 1  | Argentina | 4 | 3 | 1 | 0 | 9  | 2  | +7  | 7 |
| 2  | Paraguay  | 4 | 2 | 1 | 1 | 8  | 5  | +3  | 5 |
| 3  | Bolivia   | 4 | 0 | 0 | 4 | 1  | 11 | −10 | 0 |

|  | 2 september 1973 | Bolivia     | 1 – 2   | Paraguay                | Estadio Hernando Siles                                 |                                                        |
|  |                  | Morales 30′ | (1 – 1) | Escobar 41′ Insfrán 74′ | La Paz Publik: 20 000 Domare: Eduardo Rendón (Ecuador) | La Paz Publik: 20 000 Domare: Eduardo Rendón (Ecuador) |
|  |                  |             |         |                         | La Paz Publik: 20 000 Domare: Eduardo Rendón (Ecuador) | La Paz Publik: 20 000 Domare: Eduardo Rendón (Ecuador) |
|  |                  |             |         |                         | La Paz Publik: 20 000 Domare: Eduardo Rendón (Ecuador) | La Paz Publik: 20 000 Domare: Eduardo Rendón (Ecuador) |

|  | 9 september 1973 | Argentina                        | 4 – 0   | Bolivia | La Bombonera                                              |                                                           |
|  |                  | Brindisi 30′, 46′ Ayala 66′, 75′ | (1 – 0) |         | Buenos Aires Publik: 39 243 Domare: Ángel Pazos (Uruguay) | Buenos Aires Publik: 39 243 Domare: Ángel Pazos (Uruguay) |
|  |                  |                                  |         |         | Buenos Aires Publik: 39 243 Domare: Ángel Pazos (Uruguay) | Buenos Aires Publik: 39 243 Domare: Ángel Pazos (Uruguay) |
|  |                  |                                  |         |         | Buenos Aires Publik: 39 243 Domare: Ángel Pazos (Uruguay) | Buenos Aires Publik: 39 243 Domare: Ángel Pazos (Uruguay) |

|  | 16 september 1973 | Paraguay  | 1 – 1   | Argentina | Estadio Defensores del Chaco                            |                                                         |
|  |                   | Arrúa 41′ | (1 – 1) | Ayala 33′ | Asunción Publik: 47 116 Domare: Omar Delgado (Colombia) | Asunción Publik: 47 116 Domare: Omar Delgado (Colombia) |
|  |                   |           |         |           | Asunción Publik: 47 116 Domare: Omar Delgado (Colombia) | Asunción Publik: 47 116 Domare: Omar Delgado (Colombia) |
|  |                   |           |         |           | Asunción Publik: 47 116 Domare: Omar Delgado (Colombia) | Asunción Publik: 47 116 Domare: Omar Delgado (Colombia) |

|  | 23 september 1973 | Bolivia | 0 – 1   | Argentina   | Estadio Hernando Siles                                         |                                                                |
|  |                   |         | (0 – 1) | Fornari 17′ | La Paz Publik: 19 266 Domare: Arnaldo César Coelho (Brasilien) | La Paz Publik: 19 266 Domare: Arnaldo César Coelho (Brasilien) |
|  |                   |         |         |             | La Paz Publik: 19 266 Domare: Arnaldo César Coelho (Brasilien) | La Paz Publik: 19 266 Domare: Arnaldo César Coelho (Brasilien) |
|  |                   |         |         |             | La Paz Publik: 19 266 Domare: Arnaldo César Coelho (Brasilien) | La Paz Publik: 19 266 Domare: Arnaldo César Coelho (Brasilien) |

|  | 30 september 1973 | Paraguay                                     | 4 – 0   | Bolivia | Estadio Defensores del Chaco                                |                                                             |
|  |                   | Bareiro 10′ Osorio 13′ Insfrán 18′ Arrúa 89′ | (3 – 0) |         | Asunción Publik: 24 268 Domare: Alberto Tejada Burga (Peru) | Asunción Publik: 24 268 Domare: Alberto Tejada Burga (Peru) |
|  |                   |                                              |         |         | Asunción Publik: 24 268 Domare: Alberto Tejada Burga (Peru) | Asunción Publik: 24 268 Domare: Alberto Tejada Burga (Peru) |
|  |                   |                                              |         |         | Asunción Publik: 24 268 Domare: Alberto Tejada Burga (Peru) | Asunción Publik: 24 268 Domare: Alberto Tejada Burga (Peru) |

|  | 7 oktober 1973 | Argentina                  | 3 – 1   | Paraguay    | La Bombonera                                                  |                                                               |
|  |                | Ayala 32′, 57′ Guerini 89′ | (1 – 1) | Escobar 22′ | Buenos Aires Publik: 58 657 Domare: Rafael Hormazábal (Chile) | Buenos Aires Publik: 58 657 Domare: Rafael Hormazábal (Chile) |
|  |                |                            |         |             | Buenos Aires Publik: 58 657 Domare: Rafael Hormazábal (Chile) | Buenos Aires Publik: 58 657 Domare: Rafael Hormazábal (Chile) |
|  |                |                            |         |             | Buenos Aires Publik: 58 657 Domare: Rafael Hormazábal (Chile) | Buenos Aires Publik: 58 657 Domare: Rafael Hormazábal (Chile) |

### Grupp 3
Venezuela drog sig ur spel, och enbart Chile och Peru deltog i grupp 3. Lagen spelade två matcher mot varandra som slutade med en hemmavinst med slutsiffrorna 2–0. Lagen fick då spela en direkt avgörande match på neutral mark (Montevideo, Uruguay), som slutade med vinst för Chile.
| Nr | Lag       | S | V | O | F | GM | IM | MS | P |
| -- | --------- | - | - | - | - | -- | -- | -- | - |
| 1  | Chile     | 2 | 1 | 0 | 1 | 2  | 2  | 0  | 2 |
| 2  | Peru      | 2 | 1 | 0 | 1 | 2  | 2  | 0  | 2 |
| 3  | Venezuela | 0 | 0 | 0 | 0 | 0  | 0  | 0  | 0 |

|  | 29 april 1973 | Peru           | 2 – 0   | Chile | Estadio Nacional del Perú                               |                                                         |
|  |               | Sotil 43′, 62′ | (1 – 0) |       | Lima Publik: 42 947 Domare: Armando Marques (Brasilien) | Lima Publik: 42 947 Domare: Armando Marques (Brasilien) |
|  |               |                |         |       | Lima Publik: 42 947 Domare: Armando Marques (Brasilien) | Lima Publik: 42 947 Domare: Armando Marques (Brasilien) |
|  |               |                |         |       | Lima Publik: 42 947 Domare: Armando Marques (Brasilien) | Lima Publik: 42 947 Domare: Armando Marques (Brasilien) |

|  | 13 maj 1973 | Chile                    | 2 – 0   | Peru | Estadio Nacional de Chile                                         |                                                                   |
|  |             | Crisosto 68′ Ahumada 71′ | (0 – 0) |      | Santiago del Chile Publik: 69 881 Domare: Ramón Barreto (Uruguay) | Santiago del Chile Publik: 69 881 Domare: Ramón Barreto (Uruguay) |
|  |             |                          |         |      | Santiago del Chile Publik: 69 881 Domare: Ramón Barreto (Uruguay) | Santiago del Chile Publik: 69 881 Domare: Ramón Barreto (Uruguay) |
|  |             |                          |         |      | Santiago del Chile Publik: 69 881 Domare: Ramón Barreto (Uruguay) | Santiago del Chile Publik: 69 881 Domare: Ramón Barreto (Uruguay) |

Playoff
|  | 5 augusti 1973 | Chile                 | 2 – 1   | Peru         | Estadio Centenario                                         |                                                            |
|  |                | Valdés 45′ Farías 58′ | (1 – 1) | Bailetti 40′ | Montevideo Publik: 57 933 Domare: Néstor Da Rosa (Uruguay) | Montevideo Publik: 57 933 Domare: Néstor Da Rosa (Uruguay) |
|  |                |                       |         |              | Montevideo Publik: 57 933 Domare: Néstor Da Rosa (Uruguay) | Montevideo Publik: 57 933 Domare: Néstor Da Rosa (Uruguay) |
|  |                |                       |         |              | Montevideo Publik: 57 933 Domare: Néstor Da Rosa (Uruguay) | Montevideo Publik: 57 933 Domare: Néstor Da Rosa (Uruguay) |